# Tu chanteras demain
Singles de Mireille Mathieu
Promets-moi
(1981) Nos souvenirs
(1982)
Tu chanteras demain est une chanson de la chanteuse française Mireille Mathieu sortie en France en 1982 en France. Cette chanson ne se trouve sur aucun album de la chanteuse et est apparue pour la première fois sur une compilation en 2005 sur le triple CD Platinum Collection.
La face B du disque, Nous, comme des fous, œuvre de Charles Level et de Jean Claudric, fut également enregistrée en anglais sous le titre The Waltz of Goodbye ou encore en allemand avec comme titre Walzer d'amour.